# لانغدون وارنر
لانغدون وارنر (بالإنجليزية: Langdon Warner)‏ هو عالم آثار وأستاذ جامعي أمريكي، ولد في 1881 في كامبريدج في الولايات المتحدة، وتوفي بنفس المكان في 1955.